# القمة الخليجية 2009 (الكويت)
قمة مجلس التعاون الخليجي 2009 أو القمة الخليجية 30  هي قمة قادة دول مجلس التعاون لدول الخليج العربية عقدت في يوم الثلاثاء 15 ديسمبر 2009 بدولة الكويت بقصر بيان برئاسة صاحب السمو الشيخ صباح الأحمد الجابر الصباح أمير دولة الكويت. 

## المشاركون

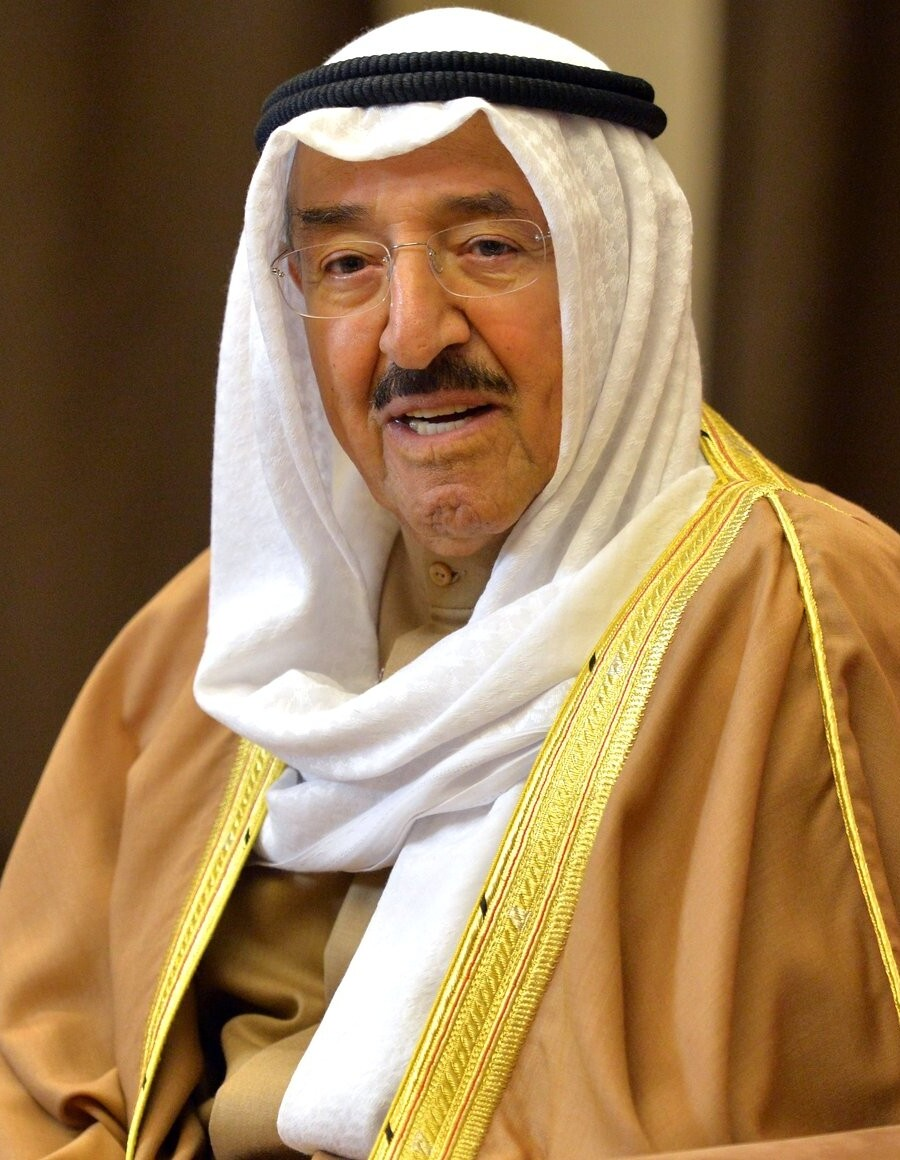
دولة الكويت صاحب السمو الشيخ صباح الأحمد الجابر الصباح أمير دولة الكويت (رئيس القمة)
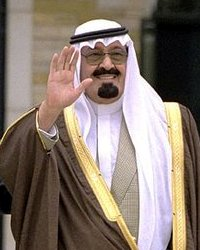
المملكة العربية السعودية خادم الحرمين الشريفين الملك عبدالله بن عبدالعزيز آل سعود ملك المملكة العربية السعودية
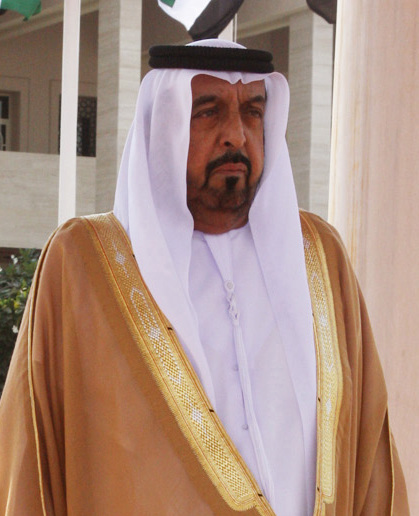
دولة الإمارات العربية المتحدة صاحب السمو الشيخ خليفة بن زايد آل نهيان رئيس دولة الإمارات العربية المتحدة
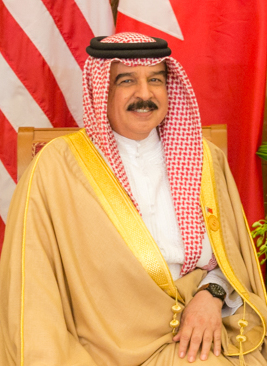
مملكة البحرين صاحب الجلالة الملك حمد بن عيسى آل خليفة ملك مملكة البحرين
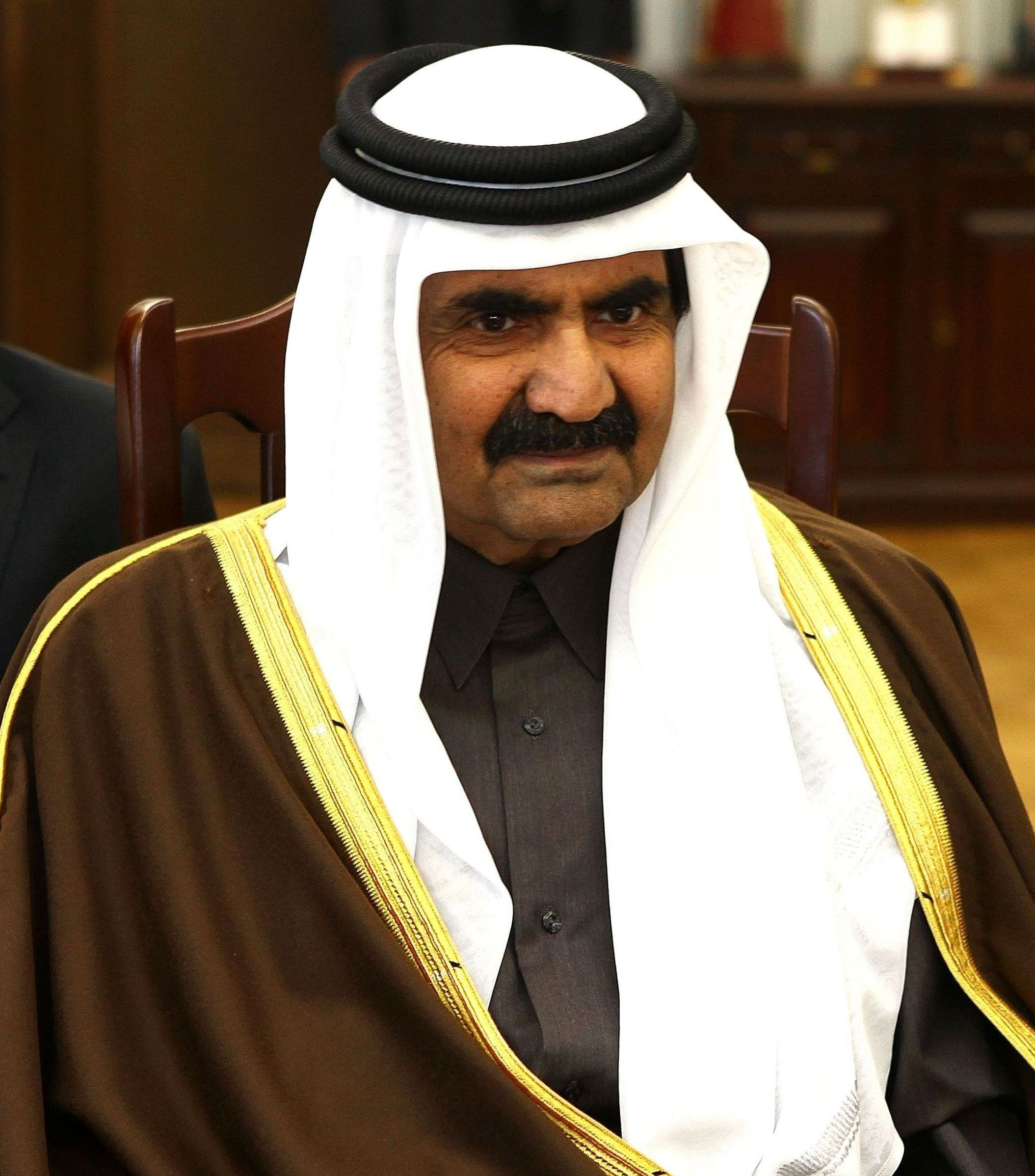
دولة قطر صاحب السمو الشيخ حمد بن خليفة آل ثاني أمير دولة قطر
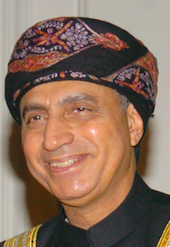
سلطنة عمان صاحب السمو السيد فهد بن محمود آل سعيد نائب رئيس الوزراء لشؤون مجلس الوزراء
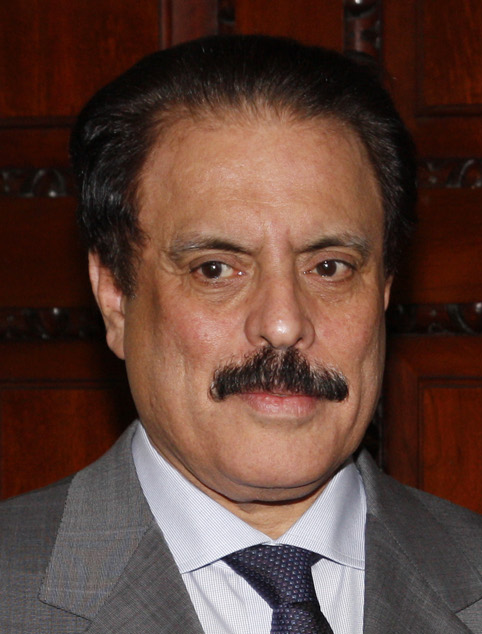
الأمانة العامة لمجلس التعاون الخليجي معالي السيد عبدالرحمن بن حمد العطية أمين عام مجلس التعاون لدول الخليج العربية

## وصلات خارجية
- الموقع الرسمي